# فرودگاه پورتو سانتو
فرودگاه پورتو سانتو (به انگلیسی: Porto Santo Airport) (به زبان بومی: Aeroporto de Porto Santo) یک فرودگاه نظامی و همگانی مسافربری با کد یاتا PXO است که یک باند فرود بتن دارد و طول باند آن ۳۱۵۳ متر است. این فرودگاه در شهر ویلا بالیرا کشور پرتغال قرار دارد و در ارتفاع ۱۰۴ متری از سطح دریا واقع شده است.

## شرکت‌های هواپیمایی و مقصدهای پروازی
| شرکت‌های هواپیمایی     | مقصدهای پروازی                                  |
| --------------------- | ----------------------------------------------- |
| آئرو وی‌آی‌پی           | کریستیانو رونالدو (PSO)                         |
| آزورس ایرلاینز        | چارتر: لیسبون پورتلا، فرنسیسکو جسا کارنئیرو     |
| کوندور فلوگدینست      | فصلی: دوسلدورف، فرانکفورت                       |
| Danish Air Transport  | چارتر فصلی: بیلاند، کپنهاگ                      |
| انتر ایر              | چارتر: کریستیانو رونالدو، شارل دوگل پاریس       |
| Everjets              | چارتر: لیسبون پورتلا                            |
| جرمنیا                | فصلی: دوسلدورف                                  |
| نئوس (شرکت هواپیمایی) | چارتر: میلانو مالپنسا                           |
| تاپ پرتغال            | لیسبون پورتلا چارتر فصلی: فرنسیسکو جسا کارنئیرو |
| تی‌یوآی ایرویز         | فصلی: بیرمنگام، گاتویک، منچستر                  |
| تراول سرویس ایرلاینز  | چارتر: شوپن ورشو                                |
| TUI fly Belgium       | چارتر: بروکسل                                   |